# ボドム湖
ボドム湖 (フィンランド語: Bodominjärvi, スウェーデン語: Bodom träsk)は、フィンランドのヘルシンキ近郊、エスポー市にある湖である。長さ約3km、幅約1km、面積約3km2。

## 概要
ボドム湖は首都圏から近い立地や自然美から行楽地として人気があり、南西の湖岸のオイッター地区では湖水浴やキャンプなどのアウトドアを楽しむことが出来る。またウォータースライダーやビーチバレー場などの施設もあり、毎夏には多くの観光客が訪れる。レストランとサウナ施設もあり、冬には氷に穴を開けて泳ぐアイススイミングを楽しむことも出来る。またヌークシオ国立公園とエスポー中央公園への遊歩道(ジョギングコース、スキートレイルコース)もある。
ボドム湖は1960年6月4日にボドム湖殺人事件が起こった地としても知られている。キャンプのテントで就寝中だった十代の男女4人組が何者かに襲われ、1人は逃げのびたものの3人は惨殺された。2005年6月に、唯一の生存者であるニルス・グスタフッソンが友人達の殺害容疑で起訴されたが、2005年10月7日、地方裁判所は彼に無罪判決を出した。その真相は未だ謎である。
フィンランドのメタルバンド、チルドレン・オブ・ボドム（エスポー出身）は、その名をボドム湖、そしてこの地で起きた殺人事件から取っている。